# Roggentin, Mecklenburgische Seenplatte
Roggentin là một đô thị ở huyện Mecklenburgische Seenplatte (trước thuộc huyện Mecklenburg-Strelitz), bang Mecklenburg-Vorpommern, Đức. Đô thị này có diện tích 72,29 kilômét vuông, dân số thời điểm 31 tháng 12 là 729 người.